# 华丽饭店

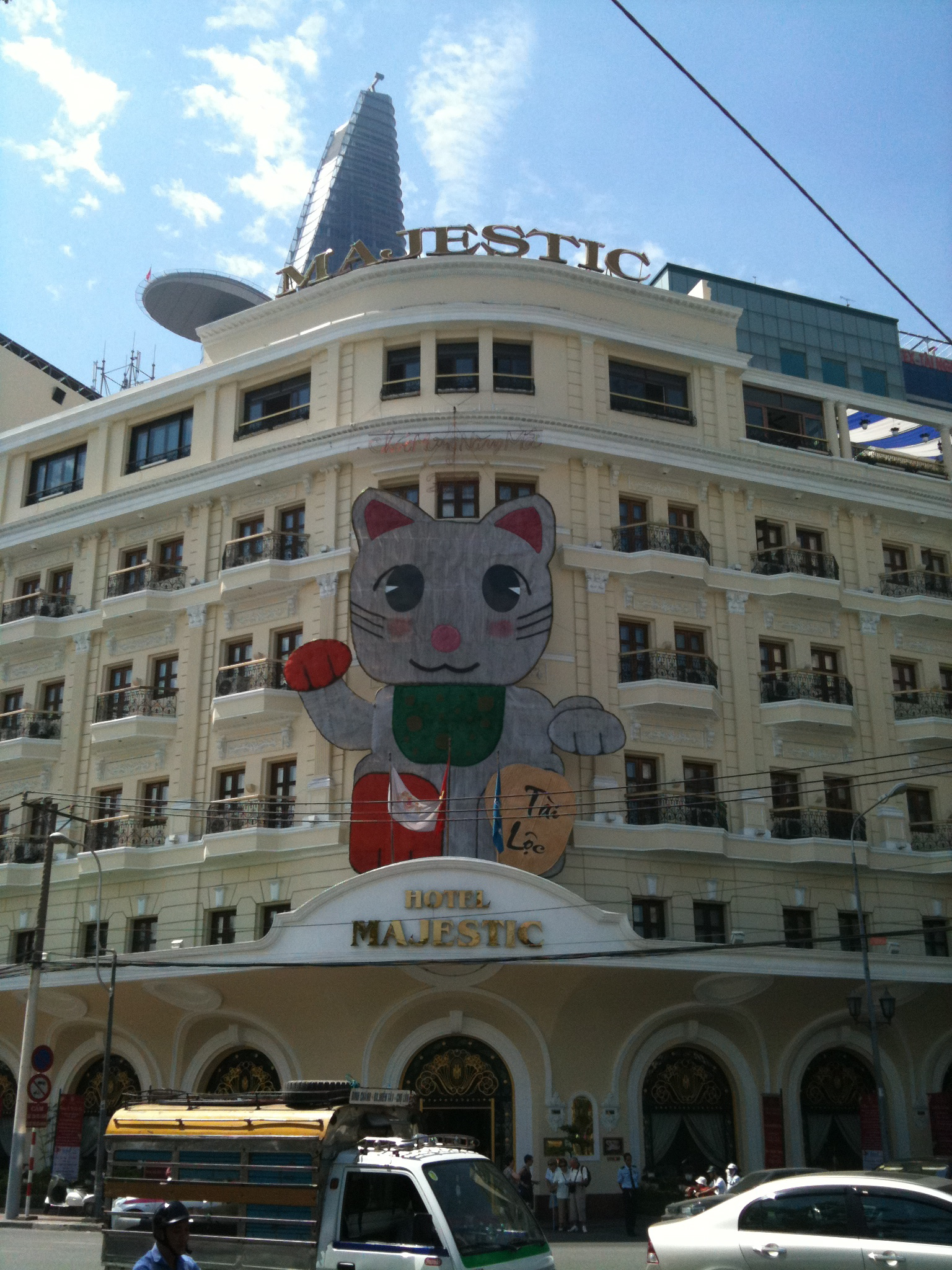
越南新年期间的华丽饭店

华丽饭店（Hotel Majestic）是越南胡志明市一座历史悠久的豪华酒店，1925年为当地华侨商人许本华兴建，法国殖民风格和法国里维埃拉风格。
华丽饭店位于同起街（原卡提拿街）1号。1975年以后，酒店更名为湄公河饭店(Khách Sạn Cửu Long):，成为政府招待所。最近已恢复使用原来的名称，这座六层建筑如今是一家5星级酒店，俯瞰西贡河，由国营的西贡旅游公司拥有。
2011年7月，西贡旅游公司宣布了耗资1.9万亿越南盾的华丽饭店扩建工程。该公司计划在3年内兴建两栋24和27层的大厦。新大楼将有538个房间，其中353间为酒店客房。